# 中国科学院计算中心
中国科学院计算中心是历史上曾经存在的中国科学院直属事业单位，存在时间为1978年至1995年，由冯康创立。

## 历史沿革
- 1978年：计算数学研究室（不含计算机辅助设计、辅助测试部分）由中国科学院计算技术研究所分立出来，划入了中国科学院计算中心。[1]
- 1990年：计算机网络研究室由中国科学院计算技术研究所分立出来，成立中国科学院计算机网络中心，挂靠在中国科学院计算中心，现为中国科学院计算机网络信息中心。[2][1]
- 1995年：中国科学院计算中心撤销。科学与工程计算部独立，成为计算数学与科学工程计算研究所，现为中国科学院数学与系统科学研究院计算数学与科学工程计算研究所（科学与工程计算国家重点实验室）。[3] 计算机应用部分并入中国科学院软件研究所，次年成立中国科学院软件研究所并行软件研究开发中心，现为中国科学院软件研究所并行软件与计算科学实验室。[4] 1996年，中国科学院计算机网络信息中心独立。[5]